# Katrin Laur

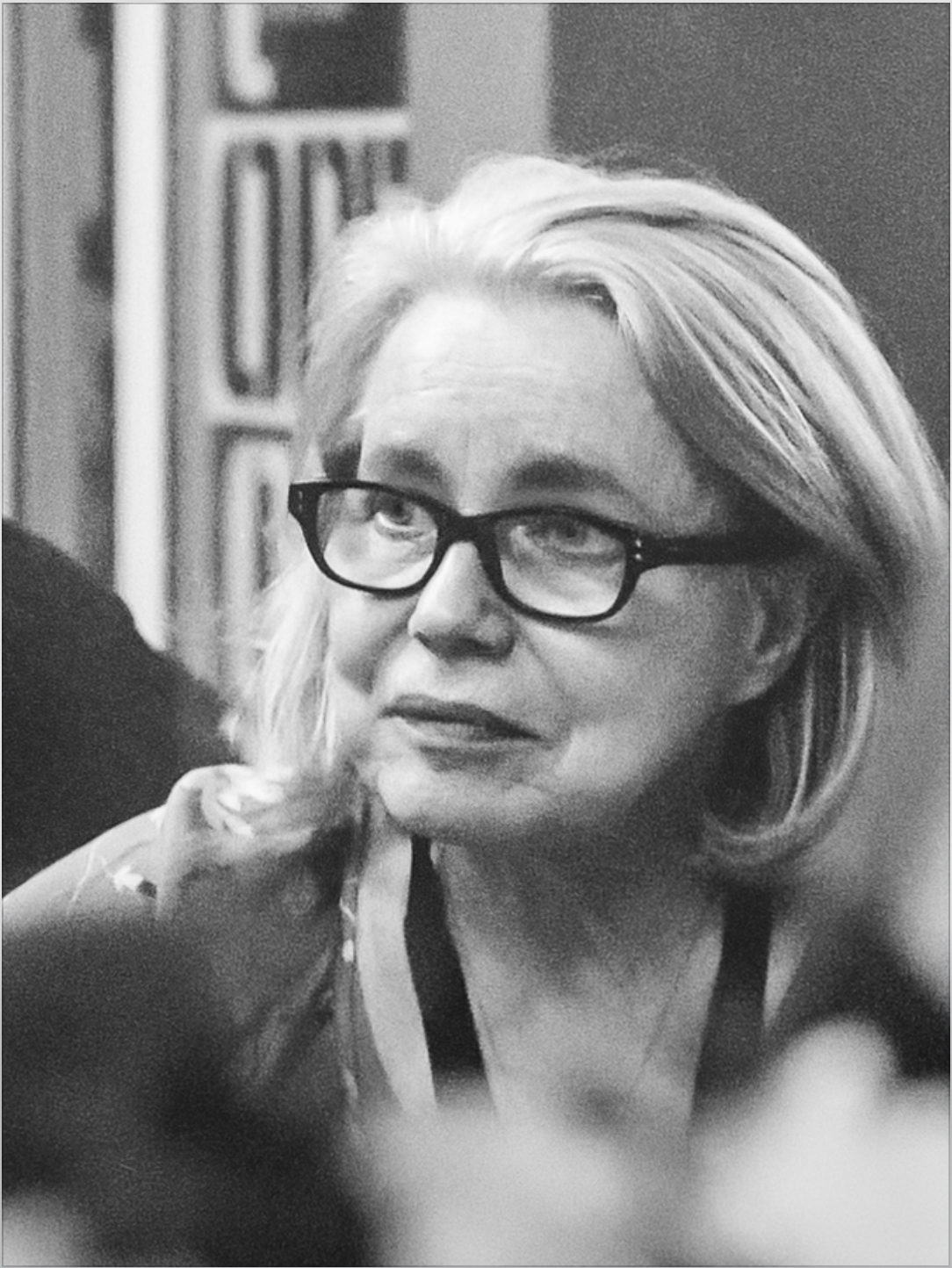
Katrin Laur

Katrin Laur (geb. Katrin Poola, * 29. April 1955 in Tartu) ist eine estnische Filmregisseurin, Schriftstellerin und Drehbuchautorin.

## Leben
Katrin Laur machte 1973 Abitur in Tallinn, an einer Schule mit vertieftem Englischunterricht. Nach der Schule arbeitete sie u. a. in einer fischverarbeitenden Kolchose und an der Tallinner Abendzeitung. Sie absolvierte eine Fotografielehre und studierte ein Jahr Philosophie an der Lomonossow-Universität in Moskau. Ab 1977 studierte sie fünf Jahre in der Regieklasse von Sergei Gerassimow. 1982 erhielt sie ein Diplom summa cum laude für ihren Diplomfilm "Drei Stunden bis zur Abfahrt des Zuges", für welchen sie auch das Drehbuch schrieb. Im selben Jahr emigrierte sie mit ihrem kolumbianischen Ehemann, einem Kommilitonen an der Filmakademie, und mit ihrer kleinen Tochter nach München und erhielt dort politisches Asyl.
Laur lebte u. a. in Berlin, Zürich und München, wo sie 1987-1994 bei Radio Free Europe arbeitete und an der Ludwig-Maximilians-Universität Germanistik studierte.
2008-2011 war sie Dozentin an der Baltic Film and Media School (BKM) der Universität Tallinn.
2011-2021 war sie Professorin für Drehbuch und Dramaturgie an der Kunsthochschule für Medien in Köln.
2012 war sie Fulbright Visiting Scholar an der Boston University.
Katrin Laur lebt in Tallinn und Berlin, schreibt Bücher und kürzere Prosa und entwickelt Filmprojekte.

## Werk
Katrin Laur schreibt Drehbücher sowohl für Spielfilme als auch für Dokumentarfilme.
Als Dichterin debütierte sie 1987 in der Zeitschrift Tulimuld, später folgten auch Publikationen in den Zeitschriften Looming und Estonia. 1993 erschien ihr bisher einziger Gedichtband, der von Doris Kareva sehr lobend rezensiert wurde, wobei die Dichterin Verbindungen zu Karl Ristikivi und Paul-Eerik Rummo feststellte.
2022 hat sie, den historischen Roman "Tunnistaja" – "Der Zeuge" beim Verlag "Hea Lugu" in Tallinn veröffentlicht.
Das Buch zeichnet den Lebensweg des deutschen Bischofs in Tallinn und Märtyrers Eduard Profittlich (1890–1942) nach. 2023 erhielt das Buch den Jaan Kross Preis.

## Filmografie (Auswahl)
- 1979: Heal järjel inimesed ('Bessere Menschen'), Spielfilm
- 1981: Armastuskiri ('Der Liebesbrief'), Spielfilm
- 1982: Kolm tundi rongi väljumiseni ('Drei Stunden bis Abfahrt des Zuges'), Spielfilm
- 1988: Revolution aus dem Salon, Dokumentarfilm
- 2002: Die lange Reise des Reto Bantli, Dokumentarfilm
- 2003: Geschlecht: weiblich, Spielfilm
- 2006: Ruudi, Spielfilm
- 2007: Debora Vaarandi und ihre Zeit, Dokumentarfilm
- 2009: Vasha, Spielfilm (Drehbuchautorin gemeinsam mit Mart Kivastik und Hannu Salonen)
- 2011: Roots: Hundred Years of War and Music, Dokumentarfilm
- 2011: Surnuaiavahi tütar ('Die Tochter des Friedhofswächters'), Spielfilm

## Bibliografie
- Sõnad ('Wörter'). Tallinn: Kunst 1993. 94 S.
- Tunnistaja ('Der Zeuge'). Tallinn: Hea Lugu 2022. 832 S., ISBN 978-9916-646-80-9

## Sekundärliteratur
- Kärt Hellerma: Luuletaja Katrin Laur: Vahel tuleb mul kohutav igatsus Rooma järele, in: Hommikuleht, 30. September 1993.
- Doris Kareva: Linnu julgus on lennu julgus, in: Hommikuleht, 2. März 1994.
- Jüri Kivimäe: Minevik karusselil, in: Keel ja kirjandus, nr. 3, 2023
- Tiina Ann Kirss: Aja köis, in: Vikerkaar, nr. 10-11, 2023
- Siim Kallas: Vaimne võitleja Eduard Profittlich, in: Postimees, 11. Juni 2022